# Dracula im Schloß des Schreckens
Dracula im Schloß des Schreckens (Originaltitel: Nella stretta morsa del ragno) ist ein in internationaler Koproduktion entstandener Horrorfilm von Antonio Margheriti. Im deutschen Sprachraum lief der Film in einer gekürzten Version am 16. März 1972 in den Kinos an und erschien ebenso im Heimkino. Erst am 31. Januar 2023 wurde die ungeschnittene Version in Deutschland veröffentlicht.

## Handlung
Nachdem Edgar Allan Poe verwirrt und abgehetzt von alptraumhaften Erlebnissen in einem Gasthaus auf den Journalisten Alan Foster trifft, der die Wahrheit seiner Geschichten anzweifelt, fordert er ihn heraus, die folgende Nacht im Schloss von Lord Blackwood, seinem Begleiter, zu verbringen; noch niemand habe dies am nächsten Morgen lebend verlassen. Foster lässt sich darauf ein. Im Laufe der Nacht gerät er immer tiefer in den Strudel von Erlebnissen übernatürlicher Art, wobei er Zeuge zahlreicher in der Vergangenheit liegender Morde wird, die in den Räumen des Schlosses geschahen. Er verliebt sich in Elisabeth Dollister, die er kennenlernt und das einzige reale Wesen zu sein scheint. Geführt von Carmus, der selbst ein Gespenst ist, versteht Foster nach und nach die ganze Geschichte von Vampirismus, Morden und Unfällen, verliert aber immer mehr den Bezug zur Realität. In letzter Sekunde kann er mit Elisabeth aus dem Gebäude auf den Friedhof des Anwesens fliehen, bevor auch sie sich als Trugbild herausstellt. Bei den ersten Sonnenstrahlen des Tages erreicht er das Tor, wobei er von einem Eisenhaken durchbohrt wird.

## Kritik
Wenig überzeugt urteilte das Lexikon des internationalen Films, der „Durchschnitts-Horrorfilm“ sei „mehr unfreiwillig komisch als gruselig“. Dagegen schrieben die Segnalazioni Cinematografiche positiver, „die konstante Atmosphäre von Alptraum und Angst wird von einer sicheren Regie im Gleichgewicht gehalten.“ Christian Keßler schreibt, Regisseur Margheriti könne der farbigen Neuverfilmung seines Danza macabra von 1964 keine neuen Seiten abgewinnen, im Gegenteil eliminiere die Farbe den andersweltlichen Schauder des Originals und beklagte plüschige Sexeinlagen.